# Гершанович, Лев Григорьевич
Лев Григо́рьевич Гершано́вич (1880—1943) — государственный деятель, журналист, краевед, автор трудов по лесоводству.

## Биография
Родился в семье мещан Гирши Герцелевича Гершановича (из Столбцов) и Ривки Абрам-Довидовны Каган. За участие в революционном движении в 1901 года он подвергся тюремному заключению, арестовывался и высылался (в первый раз — за участие в демонстрации у Казанского собора в Петербурге 4 марта 1904 года, в 1906 году за революционную агитацию).
После окончания Лесного института работал лесоустроителем. С 1911 года — в Олонецкой губернии, заведующий лесоустроительной партией. Член Общества изучения Олонецкой губернии, Архангельского общества изучения Русского Севера. Печатался в газете «Олонецкие губернские ведомости», «Известиях Общества изучения Олонецкой губернии».
С марта 1917 года ― член Петрозаводской организации РСДРП, один из её организаторов, избран её секретарём. В конце 1917 примкнул к большевикам. С 1918 года ― член исполкома Петрозаводского (Олонецкого) губернского совета, редактор газеты «Известия Олонецкого губернского Совета» (с марта 1918 по май 1919) и «Олонецкая коммуна» (1921). Член исполкома Олонецкого губернского союза советских журналистов.
В мае 1919 году участвовал в боях на Шунгском фронте на восточном берегу Онежского озера, был ранен.
В январе 1921 года во время внутрипартийной дискуссии о профсоюзах в РКП(б) защищал платформу Троцкого.
В 1923 году — организатор, а впоследствии председатель Общества изучения Карелии. Заведующий Карельским лесным подотделом Карельского совета народного хозяйства. С 1923 ода. — заведующий Карельским политпросветом при Карельском отделе народного образования.
С 19 апреля 1924 года — заведующий общим отделом Псковского ГУБОНО, с 3 октября 1924 года — на работе в Псковском губкоме РКП(б). Председатель Псковского общества краеведения. Руководил изданием печатного сборника «Познай свой край».
Летом 1926 года откомандирован на работу в Архангельск, позже работал в Нижнем Новгороде

## Избранные труды
- Гершанович Л. Лесное хозяйство. — Петрозаводск: Олонец. губерн. тип., 1916.
- Гершанович Л. Г. Лесное хозяйство в Олонецкой губернии // Известия Общества изучения Олонецкой губернии. — 1916. — № 1/2. — С. 28—35.
- Гершанович Л. Г. Жемчужный промысел в Карелии // Вестник Мурмана. — 1923. — № 28. — С. 4—5.
- Гершанович Л. Г. Общее описание Ребольской казенной дачи Повенецкого уезда // Известия Общества изучения Олонецкой губернии. 1915. № 2―4.
- Гершанович Л. Г. Лесонасаждения Купецкой дачи Пудожского уезда. — [Петрозаводск : [б. и.], 1917]. — 8 с.
- Гершанович Л. Г. Задачи Общества изучения Карелии // Известия Общества изучения Карелии. — 1924. — № 1. — С. 1—9.
- Гершанович Л. Вокруг смолокурения в Карелии // Вестник Мурмана, 1923. — № 41. — С. 14—15.
- Гершанович Л. Г. О смолокурении // Экономический вестник Карелии : орган экономических учреждений Карельской Трудовой Коммуны. — 1921. — № 7—8. — С. 14.
- Гершанович Л. Из прошлого олонецко-карельской печати. — Красный клич, 1922, № 2, с. 10—12.
- Гершанович Л. Олонецкая научная экспедиция. — Вестник Мурмана, 1923, № 32, с. 17—19.
- Гершанович Л. Театр в карельской деревне. — Вестник Мурмана, 1923, № 24, с. 10—11.
- Гершанович Л. Г. Леса реки Ловать и их экономическое значение // Познай свой край: сборник Псковского общества краеведения. Вып. 2. — Псков, 1925. — С. 33—45.